# كانديس ديفيس برايس
كانديس ديفيس برايس (بالإنجليزية: Candice Davis Price)‏ هي منافسة ألعاب القوى أمريكية، ولدت في 26 أكتوبر 1985 في آن آربر في الولايات المتحدة.

## وصلات خارجية
- كانديس ديفيس برايس على موقع الاتحاد الدولي لألعاب القوى (الإنجليزية)
- كانديس ديفيس برايس على موقع الدوري الماسي (الإنجليزية)